# Vincent Krüger

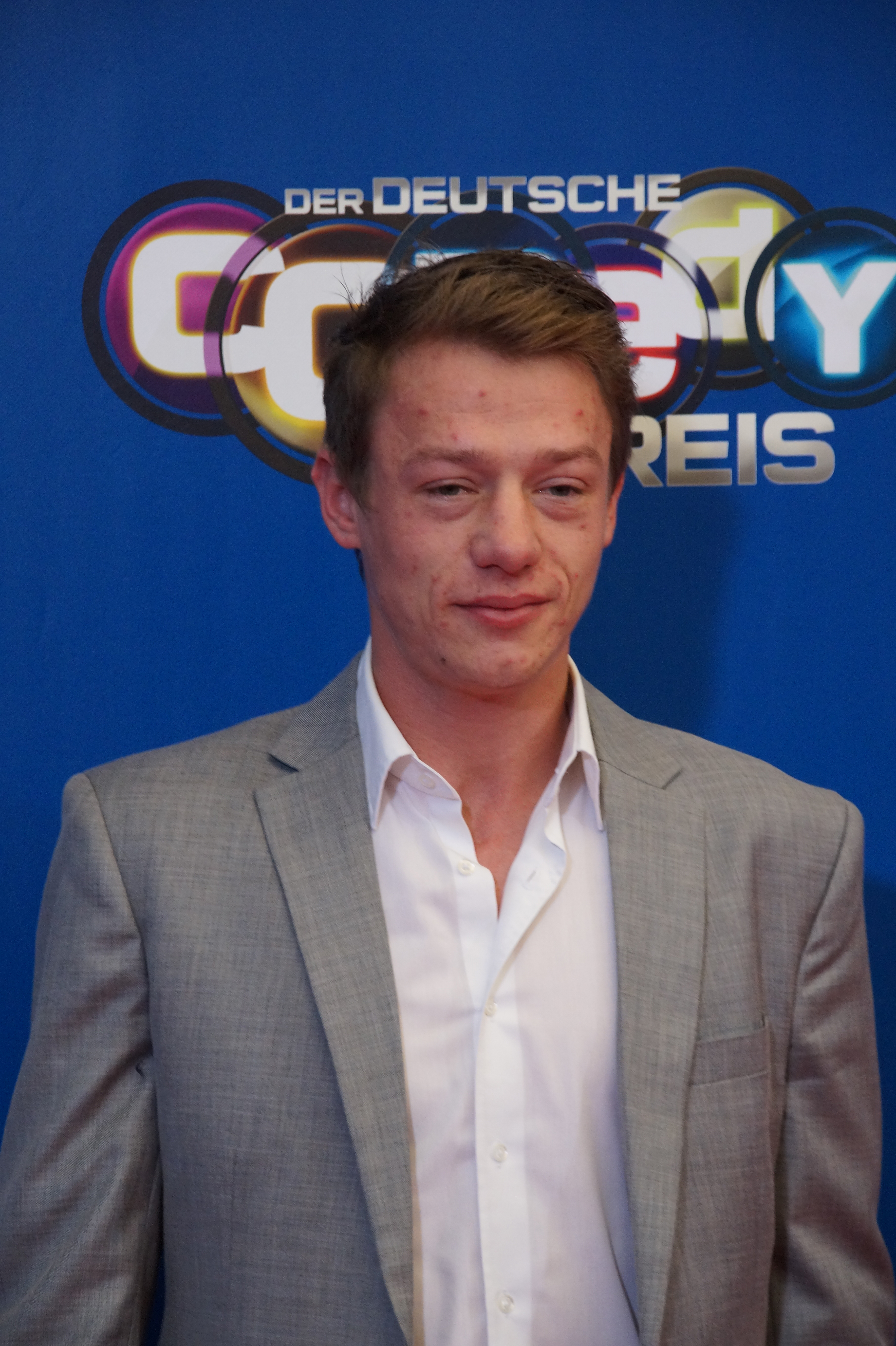
Vincent Krüger, 2016

Vincent Krüger (* 15. März 1991 in Bad Saarow-Pieskow) ist ein deutscher Schauspieler.

## Leben
Vincent Krüger wirkt seit 2008 in Fernseh- und Kinoproduktionen mit. Von November 2010 bis September 2016 drehte Krüger für die RTL-Seifenoper Gute Zeiten, schlechte Zeiten. Dort war er als Vince Köpke in der Hauptbesetzung zu sehen. Während dieser Zeit spielte er unter anderem als Hauptdarsteller in dem Kurzfilm Sunny (2013) und war Darsteller in zahlreichen weiteren Film- und Fernsehproduktionen. Er spielte eine der Hauptrollen in der ZDF-Comedyserie Familie Braun, die 2016 den Deutschen Comedypreis in der Kategorie „Beste Innovation“ und im Jahr 2017 den „International Emmy Award“ in der Kategorie „Short Form Series“ erhielt.

## Filmografie
- 2008: Bruder, Bruder (Kurzfilm)
- 2008: Mordsgeständnis
- 2008: Rosa Roth – Der Fall des Jochen B. (Fernsehreihe)
- 2009: Das weiße Band (Kinofilm)
- 2009: Wenn die Welt uns gehört
- 2009: Polizeiruf 110: Fehlschuss (Fernsehreihe)
- 2009: Krimi.de (Fernsehserie, Folge Filmriss)
- 2010: Polizeiruf 110: Einer von uns
- 2010: Boxhagener Platz (Kinofilm)
- 2010: Empathie – Stumme Schreie
- 2011–2016: Gute Zeiten, schlechte Zeiten (Fernsehserie, 1412 Folgen)
- 2011: Doctor’s Diary (Fernsehserie, Folge Oh je! Dein Ex auf Wein, das lass sein!)
- 2011: Stubbe – Von Fall zu Fall: Der Stolz der Familie (Fernsehreihe)
- 2011: Der Preis (Kinofilm)
- 2011, 2016, 2022: SOKO Leipzig (Fernsehserie, verschiedene Rollen, 3 Folgen)
- 2012: SOKO Wismar (Fernsehserie, Folge Ohne Abschied)
- 2012: Tatort: Todesschütze (Fernsehreihe)
- 2013: Quellen des Lebens (Kinofilm)
- 2013: Sunny (Kurzfilm)
- 2014: SOKO Stuttgart (Fernsehserie, Folge Drahtzieher)
- 2014: Amour Fou
- 2015: Tatort: Das Haus am Ende der Straße
- 2015: Bella Block: Die schönste Nacht des Lebens (Fernsehreihe)
- 2016: Familie Braun (Fernsehserie, 8 Folgen)
- 2016: Morden im Norden (Fernsehserie, Folge Gestrandet)
- 2016: Die Pfefferkörner (Fernsehserie, Folge Giftige Absichten)
- 2016: Dr. Klein (Fernsehserie, Folge Auf den zweiten Blick)
- 2016: Wir sind die Rosinskis (Fernsehfilm)
- 2017: Großstadtrevier (Fernsehserie, Folge So viele Jahre)
- 2017: Die Spezialisten – Im Namen der Opfer (Fernsehserie, Folge Heroes)
- 2017, 2022: SOKO Köln (Fernsehserie, Folgen Eingeschlossen, Die Verschworenen)
- 2017: Letzte Spur Berlin (Fernsehserie, Folge Störfaktor)
- 2017: Ostfriesenkiller (Fernsehreihe)
- 2017: Donna Leon – Tod zwischen den Zeilen (Fernsehreihe)
- 2017: Hit Mom – Mörderische Weihnachten (Fernsehfilm)
- seit 2017: Babylon Berlin (Fernsehserie, mehrere Folgen)
- 2018: Nord bei Nordwest – Waidmannsheil (Fernsehreihe)
- 2018–2021: Sankt Maik (Fernsehserie)
- 2018: So viel Zeit
- 2018: Der Kriminalist (Fernsehserie, Folge Zuhause)
- 2019: Der Usedom-Krimi: Geisterschiff (Fernsehreihe)
- 2019: Der gute Bulle: Friss oder stirb (Fernsehreihe)
- 2020: WaPo Berlin (Fernsehserie, Folge Die Inszenierung eines Lebens)
- 2020: Über die Grenze: Rausch der Sterne (Fernsehreihe)
- 2021: Doktor Ballouz: (Fernsehreihe)
- 2021: Großstadtrevier (Fernsehserie, Folge St. Pauli, 06:07 Uhr in Spielfilmlänge)
- 2021: In aller Freundschaft (Folge Die Löffelliste)
- 2022: Der Staatsanwalt (Folge Schuld und Gewissen)
- 2022: Honecker und der Pastor (Fernsehfilm)
- 2022: Retoure (Fernsehserie)
- 2022: Kurzschluss (Kurzfilm)
- 2023: Blutige Anfänger (Fernsehserie)
- 2023: Ein starkes Team: Im Namen des Volkes
- 2024: Morden im Norden (Fernsehserie, Folge Der Trupp)
- 2024: Die Notärztin (Fernsehserie)
- 2025: Nord Nord Mord (Fernsehserie, Folge Sievers und der verlorene Hund)

## Auszeichnungen
- 2013: Lola beim Deutschen Kurzfilmpreis für die Hauptrolle in Sunny.[1]
- 2013: 1. Preis als bester Schauspieler beim GRAND OFF – World Independent Film Awards in Warschau für Sunny
- 2013: 1. Preis als bester Film & Publikumspreis beim 3. internationalen Frontale Filmfestival, Wien für SUNNY
- 2013: Gold Mikeldi Fiction Award beim 55th Zinebi Doc- and Short-Filmfestival, Bilbao für SUNNY
- 2013: First Steps Award für SUNNY
- 2013: Deutscher Kurzfilmpreis für SUNNY
- 2013: Special Jury Mention 43. Molodist Film Festival, Kiew für Vincent Krüger in SUNNY
- 2014: Filmfestival Max Ophüls Preis als bester Nachwuchsdarsteller für die Hauptrolle in Sunny.[2]
- 2014: Best Actor Award, La Cabina, Internationales Filmfestival of Valencia für Sunny.
- 2014: Best Actor Award, Festival du Cinéma européen Lille für Sunny.
- 2016: Deutscher Comedypreis für FAMILIE BRAUN in der Kategorie „Beste Innovation“
- 2017: „International Emmy Award“ in der Kategorie „Short Form Series“ für FAMILIE BRAUN